# Die kupferne Hochzeit
Die kupferne Hochzeit ist ein deutscher Spielfilm aus dem Jahr 1948 von Heinz Rühmann. Die Hauptrollen in dieser Filmkomödie spielen seine Ehefrau Hertha Feiler und Peter Pasetti. Der Geschichte lag ein Theaterstück von Svend Rindom zugrunde.

## Handlung
Drei seit fast sieben Jahren verheirateten Paare – das sind Mette und ihr Gatte Per, Otto und seine Ehefrau Inge, sowie Hedwig mit ihrem Gemahl Georg – treffen sich allesamt an ihrem siebten Hochzeitstag wieder. Sie haben alle an ein und demselben Tag geheiratet und begehen somit alle ihre „kupferne Hochzeit“. Zeit, eine erste Bilanz zu ziehen. In manchen (eingefahrenen) Beziehungen beginnt es bereits zu kriseln, und so gibt der liebevolle und lebenskluge Brief ihres alten, mittlerweile verstorbenen Lehrers Anlass dazu, über ihre bisherigen Leben und die nicht immer sonderlich weise geführten Ehen nachzudenken. Neue Partnerkonstellationen werden angedacht und vollzogen und Versuche unternommen, dem Ehe- und Alltagstrott zu entkommen und den Wert ihrer alten Liebe wiederzuentdecken. Am Ende der Geschichte fügt sich alles zum Guten, und die bisherigen Paarungen bleiben zusammen, auf dass ihre Ehen mit neuem Esprit fortgesetzt und neu gestaltet werden können.

## Produktionsnotizen
Die kupferne Hochzeit entstand im Sommer 1948 im Behelfsatelier von Tegernsee (dort auch Außenaufnahmen), passierte im Dezember 1948 die alliierte Filmzensur und wurde am 15. Dezember 1948 in Berlin (West) und Frankfurt am Main uraufgeführt. Die Ostberliner Premiere fand am 26. August 1949 statt. 
Erwin Gitt übernahm die Produktionsleitung. Max Mellin gestaltete die Filmbauten, assistiert von dem damals 19-jährigen Rolf Zehetbauer. Gertrud Waldmann entwarf die Kostüme. Heinz Terworth sorgte für den Ton. 
Diese Produktion war ein so genannter Austauschfilm Westdeutschland/Mitteldeutschland.
Das Theaterstück von Svend Rindom wurde bereits 1933 in Dänemark von George Schnéevoigt unter dem Originaltitel Kobberbryllup verfilmt.

## Kritiken
In Der Spiegel 28/1948 war zu lesen: “Es ist kein Film, der sich mit Problemen belastet. Man wird weder Ruinen sehen, noch irgendwelche menschlichen und moralischen Folgen des Bombenkrieges. Die Menschen der "kupfernen Hochzeit" leben in einem Milieu dauerhafter wohlhabender Bürgerlichkeit.”

„Heiter-gefühlvolle Ehelektion.“